# El Califa
José Pacheco Rodríguez dit « El Califa », né le 18 avril 1974 à Canals (Espagne, province de Valence), est un matador espagnol.

## Présentation
José Pacheco est né dans le pays valencien, mais est originaire de Cordoue, ce qui explique l’apodo qu’il s’est choisi, « Calife » étant le titre traditionnellement accordé aux meilleurs matadors cordouans.
Après des débuts en novillada où il s’est fait remarquer surtout pas sa volonté, sa carrière a été lancée en 2000, au cours de la Feria madrilène de la San Isidro dont il a été le triomphateur (ainsi que Miguel Abellán). Mais depuis, il a eu des difficultés à confirmer ce succès, et est un habitué des corridas « dures ».

### Carrière
- Débuts en novillada avec picadors : Xàtiva (Espagne, province de Valence), le 21 avril 1991, aux côtés de Paco Aguilera et Manolo Carrión. Novillos de la ganadería de Miguel Ceballos
- Alternative : Xàtiva, le 1er mai 1996. Parrain, « El Cordobés ; témoin, Fernando Martín. Taureaux de la ganadería de Nazario Ibañez.
- Confirmation d’alternative à Madrid : 12 juillet 1998. Parrain, José Antonio Campuzano ; témoin, José Ignacio Ramos. Taureaux de la ganadería de Luis Alba.